# 埃西格 (明尼蘇達州)
埃西格（英語：Essig）是位於美國明尼蘇達州布朗縣的一個普查規定居民點。

## 人口
根據2020年美國人口普查的數據，埃西格的面積為1.68平方千米，當中陸地面積為1.68平方千米，而水域面積為0.00平方千米。當地共有人口49人，而人口密度為每平方千米29.17人。